# Seigné
Seigné é uma comuna francesa na região administrativa da Nova Aquitânia, no departamento de Charente-Maritime. Estende-se por uma área de 6,43 km². Em 2010 a comuna tinha 75 habitantes (densidade: 11,7 hab./km²).